# Wadowice (gmina)
Wadowice – gmina miejsko-wiejska, położona nad rzeką Skawą, na terenie Pogórza Wielickiego, Beskidu Małego (część południowa), oraz Pogórza Śląskiego (część północno-zachodnia), na skrzyżowaniu dróg: Cieszyn – Kraków i Sucha Beskidzka – Zator. Zajmuje obszar ok. 113 km². Gminę zamieszkuje 37 421 mieszkańców (dane z 2021 roku). Siedzibą władz gminy jest miasto Wadowice.
Na terenie gminy znajduje się 16 sołectw we wsiach: Babica, Barwałd Dolny, Chocznia, Gorzeń Dolny, Gorzeń Górny, Jaroszowice (sołectwa Jaroszowice i Jaroszowice Zbywaczówka), Kaczyna, Klecza Dolna, Klecza Górna, Ponikiew (sołectwa Ponikiew i Chobot), Roków, Stanisław Górny, Wysoka, Zawadka.
W 2013 na terenie gminy oddano do użytku prywatne, śmigłowcowe lądowisko TDJ S.A. Klecza.
Na terenie gminy działa siedem parafii rzymskokatolickich i dwa zbory Świadków Jehowy.
W latach 1975–1998 gmina była położona w województwie bielskim.

## Demografia
- Piramida wieku mieszkańców gminy Wadowic w 2014 roku[5].

## Sąsiednie gminy
Andrychów, Brzeźnica, Kalwaria Zebrzydowska, Mucharz, Stryszów, Tomice, Wieprz, Zembrzyce